# Нюдя-Тыдэотта
Нюдя-Тыдэотта (устар. Нюди-Тыдыотта) — река в России, протекает по Ямало-Ненецкому АО. Устье реки находится в 42 км по левому берегу реки Нигибнебяяха. Длина реки составляет 30 км.

## Данные водного реестра
По данным государственного водного реестра России относится к Нижнеобскому бассейновому округу, водохозяйственный участок реки — Пур. Речной бассейн реки — Пур.
Код объекта в государственном водном реестре — 15040000112115300060107.